# Phou Bia
Phou Bia (laot. ພູ ເບຍ; „góra piwa”) – szczyt w pasmie Gór Annamskich. Leży w Laosie, w prowincji Xieng Khouang. Jest najwyższym szczytem Gór Annamskich oraz najwyższym punktem Laosu. Rejon szczytu porośnięty jest dżunglą i trudno dostępny. Na wyższych wysokościach klimat jest bardzo chłodny. Chociaż obecnie nie pada tam śnieg, to jeszcze na początku XX wieku zdarzało się to[potrzebne źródło].